# Singleton (informatica)

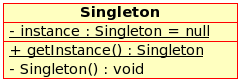
Diagramma UML di una classe singleton

Nella programmazione orientata agli oggetti, il singleton è uno dei design pattern fondamentali descritti dalla "Gang of Four" nel celebre libro Design Patterns.

## Scopo
Il singleton è un design pattern creazionale che ha lo scopo di garantire che di una determinata classe venga creata una e una sola istanza, e di fornire un punto di accesso globale a tale istanza.

## Implementazione
L'implementazione più semplice di questo pattern prevede che la classe singleton abbia un unico costruttore privato, in modo da impedire l'istanziazione diretta della classe. La classe fornisce inoltre un metodo getter statico che restituisce l'istanza della classe (sempre la stessa), creandola preventivamente o alla prima chiamata del metodo, e memorizzandone il riferimento in un attributo privato anch'esso statico. Il secondo approccio si può classificare come basato sul principio della lazy initialization (lett. "inizializzazione pigra") in quanto la creazione dell'istanza della classe viene rimandata nel tempo e messa in atto solo quando ciò diventa strettamente necessario (al primo tentativo di uso).

### Esempio: Java
Il seguente frammento di codice descrive una classe strutturata secondo il pattern singleton nel linguaggio Java:
```
public
 
class
 
MioSingolo
 
{

    
private
 
static
 
MioSingolo
 
istanza
 
=
 
null
;

    
//Il costruttore private impedisce l'istanza di oggetti da parte di classi esterne

    
private
 
MioSingolo
()
 
{}

    
// Metodo della classe impiegato per accedere al singleton

    
public
 
static
 
synchronized
 
MioSingolo
 
getMioSingolo
()
 
{

        
if
 
(
istanza
 
==
 
null
)
 
{

            
istanza
 
=
 
new
 
MioSingolo
();

        
}

        
return
 
istanza
;

    
}

}

```

Bisogna precisare comunque che questo tipo di approccio risolutivo potrebbe presentare dei difetti (per esempio questa implementazione non è thread safe), infatti il progettista della classe che è chiamato tra l'altro a rispettare il pattern singleton, potrebbe, per esempio, erroneamente dichiarare all'interno della classe un metodo non statico con visibilità public che restituisca un'istanza di un nuovo oggetto della stessa classe, ed ecco che allora il vincolo viene violato in contraddizione a quanto sopra detto.
In definitiva questo significa che in realtà per adempiere pienamente bisogna gestire il tutto con il meccanismo delle eccezioni.
Si possono definire sotto altri metodi, che però non devono essere statici.

### Esempio: C++
Il seguente frammento di codice descrive una classe minimalista strutturata secondo il pattern singleton nel linguaggio C++:
```
#include
 
<iostream>

class
 
singleton
 

{

public
:

	
static
 
singleton
&
 
get_instance
()
 

    
{

        
// l'unica istanza della classe viene creata alla prima chiamata di get_instance()

        
// e verrà distrutta solo all'uscita dal programma

		
static
 
singleton
 
instance
;

		
return
 
instance
;

	
}

	

	
bool
 
method
()
 

	
{
 

	    
return
 
m_something
;
 

	
}

	

protected
:

    
//contesto del singoletto 

    
bool
 
m_something
;

    
// Il costruttore dichiarato come privato

	
singleton
()
 
:
 
m_something
(
false
)
 
{
 
}

	
// stessa cosa per il costruttore di copia, basta dichiararlo privato, 

	
// in quanto viene automaticamente generato dal compilatore 

	
// (N.B. eccezion fatta per dllexport, usando MSVC)

	
singleton
(
const
 
singleton
&
);

	
// stessa cosa per l'operatore di assegnamento: basta dichiararlo privato.

    
void
 
operator
=
(
const
 
singleton
&
);

};

int
 
main
()
 

{

	
std
::
cout
 
<<
 
singleton
::
get_instance
().
method
()
 
<<
 
std
::
endl
;

	
return
 
0
;

}

```

### Esempio: C++11
Il seguente frammento di codice descrive una classe minimalista strutturata secondo il pattern singleton nel linguaggio C++11:
```
#include
 
<iostream>

class
 
singleton
 

{

public
:

	
static
 
singleton
&
 
get_instance
()
 

    
{

		
static
 
singleton
 
instance
;

		
return
 
instance
;

	
}

	

	
bool
 
method
()
 

	
{
 

	    
return
 
m_something
;
 

	
}

	

protected
:

    
//contesto del singoletto 

    
bool
 
m_something
 
{
 
false
 
};

    

    
// costruttore privato

	
singleton
()
 
{
 
}

    

    
//no copy    

    
singleton
(
const
 
singleton
&
)
       
=
 
delete
;

    
void
 
operator
=
 
(
const
 
singleton
&
)
 
=
 
delete
;

};

int
 
main
()
 

{

	
std
::
cout
 
<<
 
singleton
::
get_instance
().
method
()
 
<<
 
std
::
endl
;

	
return
 
0
;

}

```

### Esempio: C#
Il seguente frammento di codice descrive una classe strutturata secondo il pattern singleton nel linguaggio C#:
```
public
 
class
 
MyClass

{

    
//..attributi membro di istanza....

    
private
 
static
 
MyClass
 
_instance
=
null
;

    

    
protected
 
MyClass
()

    
{

        
//...inizializzazione istanza...

    
}

    

    
public
 
static
 
MyClass
 
Instance

    
{

        
get

        
{

            
if
(
_instance
==
null
)
 
_instance
=
new
 
MyClass
();

            
return
 
_instance
;

        
}

    
}

    
//...eventuali metodi pubblici, privati e protetti di istanza....

}

```

### Esempio: Objective-C
Il seguente frammento di codice descrive una classe strutturata secondo il pattern singleton nel linguaggio Objective-C:
```
#import "Singleton.h"

 

@implementation
 
Singleton

 

static
 
Singleton
 
*
sharedSingleton
 
=
nil
;

 

+
 
(
Singleton
 
*
)
 
sharedSingleton
 

{
 

  
if
 
(
sharedSingleton
 
==
 
nil
)
 

  
{
 

    
sharedSingleton
 
=
 
[[
super
 
allocWithZone
:
NULL
]
 
init
];
 

  
}
 

  
return
 
sharedSingleton
;
 

}

 

+
 
(
id
)
allocWithZone:
(
NSZone
 
*
)
zone
 

{
 

 
@synchronized
(
self
)
 

 
{
 

   
if
 
(
sharedSingleton
 
==
 
nil
)
 

   
{
 

     
sharedSingleton
 
=
 
[
super
 
allocWithZone
:
zone
];
 

     
return
 
sharedSingleton
;
 

   
}
 

 
}
 

 
return
 
nil
;
 

}

 

-
 
(
id
)
copyWithZone:
(
NSZone
 
*
)
zone
 

{
 

 
return
 
self
;
 

}

 

-
 
(
id
)
retain
 

{
 

 
return
 
self
;
 

}

 

-
 
(
NSUInteger
)
retainCount
 

{
 

 
return
 
NSUIntegerMax
;
 

}

 

-
 
(
void
)
 
release
 

{
 

}

 

-
 
(
id
)
autorelease
 

{
 

 
return
 
self
;
 

}
 

@end

```

### Esempio: Swift
Il seguente frammento di codice descrive una classe strutturata secondo il pattern singleton nel linguaggio Swift:
```
class
 
NetworkManager
 
{

    
// 
MARK:
 - Properties

    
static
 
let
 
shared
 
=
 
NetworkManager
(
baseURL
:
 
API
.
baseURL
)

    
// 
MARK:
 -

    
let
 
baseURL
:
 
URL

    
// Initialization

    
private
 
init
(
baseURL
:
 
URL
)
 
{

        
self
.
baseURL
 
=
 
baseURL

    
}

}

```

### Esempio: PHP
Il seguente frammento di codice descrive una classe strutturata secondo il pattern singleton nel linguaggio PHP:
```
class
 
Singleton

{

    
private
 
static
 
$instance
 
=
 
null
;

    
private
 
function
 
__construct
()

    
{

         
//...inizializzazione istanza...

    
}

    
private
 
function
 
__clone
()

    
{

        
// evita la clonazione dell'oggetto

    
}

    
public
 
static
 
function
 
getInstance
()

    
{

        
if
 
(
static
::
$instance
 
===
 
null
)
 
{

            
static
::
$instance
 
=
 
new
 
Singleton
();

        
}

        
return
 
static
::
$instance
;

    
}

}

```

### Esempio: JavaScript Node.js
Il seguente frammento di codice descrive come creare un'istanza singleton di una classe usando JavaScript in Node.js:
```
class
 
Singleton

{

    
constructor
()
 
{

         
//...inizializzazione istanza...

    
}

}

const
 
singletonInstance
 
=
 
null
;

module
.
exports
 
=
 
{

  
getInstance
:
 
()
 
=>
 
{

    
if
 
(
!
singletonInstance
)
 
{

      
singletonInstance
 
=
 
new
 
Singleton
();

    
}

    

    
return
 
singletonInstance
;

  
},

};

```

A differenza degli altri linguaggi di programmazione, in JavaScript, non è possibile definire lo scope "privato" per funzioni e proprietà. Per applicare il pattern in Node.js bisogna agire con l'espediente usato in esempio.

## Implementazioni multi-thread
In applicazioni multi-thread l'utilizzo di questo pattern con la lazy initialization richiede un'attenzione particolare: se due thread tentano di eseguire contemporaneamente il costruttore quando la classe non è stata ancora istanziata, devono entrambi controllare se l'istanza esiste e soltanto uno deve creare la nuova istanza.

### Sincronizzazione esplicita
Il modo più semplice per implementare una versione thread-safe è quello di usare un meccanismo di sincronizzazione come quello fornito dalla parola chiave synchronized di Java.
Tuttavia questo approccio è inefficiente: infatti la sincronizzazione è utile solo per la prima inizializzazione, e costituisce un inutile overhead nelle successive chiamate al metodo getter.

#### Esempio: Java
```
public
 
class
 
MioSingleton
 
{

    
//VOLATILE garantisce che i cambiamenti siano visti immediatamente da tutti gli altri thread

    
private
 
volatile
 
static
 
MioSingleton
 
istanza
 
=
 
null
;

 

    
//Il costruttore private impedisce l'istanza di oggetti da parte di classi esterne

    
private
 
MioSingleton
()
 
{}

 

    
// Metodo della classe impiegato per accedere al singleton

    
public
 
static
 
MioSingleton
 
getMioSingleton
()
 
{

        
if
 
(
istanza
 
==
 
null
)
 
{

            
//posso sincronizzare solo questa parte del metodo perché l'istanza è di tipo volatile

            
synchronized
 
(
MioSingleton
.
class
){

                
//non sono sicuro di essere ancora il primo thread ad accedere al metodo, quindi ricontrollo

                
if
 
(
istanza
 
==
 
null
)

                    
istanza
 
=
 
new
 
MioSingleton
();

            
}

        
}

        
return
 
istanza
;

    
}

}

```

#### Esempio: C#
Ed eccone la traduzione in codice C#. Anche questa implementazione è thread-safe, e ugualmente inefficiente per l'utilizzo del lock sull'oggetto che funge da semaforo (verificando se l'istanza è null anche prima del lock, è possibile eliminare questa inefficienza):
```
public
 
class
 
Singleton
 

{

    
private
 
static
 
Singleton
 
istanza
=
null
;

    
private
 
static
 
object
 
semaforo
 
=
 
new
 
object
();

    
private
 
Singleton
()
 
{}

    
public
 
static
 
Singleton
 
Istanza
 

    
{

      
get
 
{

        
lock
(
semaforo
)
 
{

          
if
(
istanza
==
null
)
 
istanza
=
new
 
Singleton
();

            
return
 
istanza
;

        
}

      
}

    
}

}

```

### Sincronizzazione implicita
In alcuni linguaggi è possibile evitare l'overhead di sincronizzazione sfruttando quelle peculiarità della lazy initialization che consentono di assicurarsi la presenza del singleton in memoria all'atto del suo utilizzo. Le modalità specifiche possono variare da linguaggio a linguaggio; ad esempio, in Java è possibile sfruttare il fatto che l'inizializzazione di una classe e il suo caricamento in memoria, quando avvengono, sono operazioni thread-safe che comprendono l'inizializzazione di tutte le variabili statiche (attributi) della classe stessa.
Quello che segue è l'esempio più semplice, che tuttavia realizza la creazione dell'istanza al momento dell'inizializzazione della classe (per esempio, invocando un metodo statico della classe stessa). Questo approccio è adatto nei casi più semplici, o in quei casi in cui la lazyness non è necessaria; ad esempio, è sconsigliato in applicazioni in cui sono presenti numerosi singleton dall'inizializzazione "pesante" dotati di metodi o attributi statici che potrebbero essere acceduti in largo anticipo rispetto all'effettiva necessità d'uso del singleton in quanto tale (tipicamente, all'avvio dell'applicazione).

#### Esempio di inizializzazione preventiva: Java
```
public
 
class
 
Singleton
 
{
 

   

   
/**

    * Creato all'atto di caricamento in memoria della classe, thread-safe

    */

   
private
 
final
 
static
 
Singleton
 
ISTANZA
 
=
 
new
 
Singleton
();

  
/**

   * Costruttore privato, in quanto la creazione dell'istanza deve essere controllata.

   */

  
private
 
Singleton
()
 
{}

 

  
/**

   * Punto di accesso al Singleton.

   * @return il Singleton corrispondente

   */

  
public
 
static
 
Singleton
 
getInstance
()
 
{

    
return
 
ISTANZA
;

  
}

}

```

#### Esempio di inizializzazione lazy: Java
Un approccio che rimanda la creazione del singleton al suo effettivo primo utilizzo è stato presentato per la prima volta da Bill Pugh, e sfrutta appieno la lazy initialization: l'idea è quella di includere nella classe che implementa il singleton una classe contenitore avente, come attributo statico, una istanza del singleton stesso: il primo accesso a tale attributo statico (e la contestuale inizializzazione) verrà quindi effettuato durante l'inizializzazione della classe contenitore, e quindi sempre in modo serializzato. In questo modo l'istanza del singleton viene creata solo alla prima chiamata del metodo getter, e non prima.
```
public
 
class
 
Singleton
 
{

  
/**

   * Costruttore privato, in quanto la creazione dell'istanza deve essere controllata.

   */

  
private
 
Singleton
()
 
{}

 

  
/**

   * La classe Contenitore viene caricata/inizializzata alla prima esecuzione di getInstance()

   * ovvero al primo accesso a Contenitore.ISTANZA, ed in modo thread-safe.

   * Anche l'inizializzazione dell'attributo statico, pertanto, viene serializzata.

   */

  
private
 
static
 
class
 
Contenitore
 
{
 

    
private
 
final
 
static
 
Singleton
 
ISTANZA
 
=
 
new
 
Singleton
();

  
}

 

  
/**

   * Punto di accesso al Singleton. Ne assicura la creazione thread-safe

   * solo all'atto della prima chiamata.

   * @return il Singleton corrispondente

   */

  
public
 
static
 
Singleton
 
getInstance
()
 
{

    
return
 
Contenitore
.
ISTANZA
;

  
}

}

```

### Esempi: Vb.Net
```
Public
 
Class
 
UnsafeSingleton

    
Private
 
Shared
 
_instance
 
As
 
New
 
UnsafeSingleton

    
Private
 
Sub
 
New
()
 
:
 
End
 
Sub

    
Public
 
Shared
 
ReadOnly
 
Property
 
INSTANCE
 
As
 
UnsafeSingleton

        
Get

                
Return
 
_instance

        
End
 
Get

    
End
 
Property

End
 
Class

'Singleton Thread-safe

Public
 
Class
 
Singleton

    
Private
 
Shared
 
_instance
 
As
 
New
 
Singleton

    
Private
 
Shared
 
_threadsafe
 
As
 
Object
 
=
 
New
 
Object
()

    
Private
 
Sub
 
New
()
 
:
 
End
 
Sub

    
Public
 
Shared
 
ReadOnly
 
Property
 
INSTANCE
 
As
 
Singleton

        
Get

            
SyncLock
 
_threadsafe

                
Return
 
_instance

            
End
 
SyncLock

        
End
 
Get

    
End
 
Property

End
 
Class

'Singleton thread-safe che sfrutta la lazy initialization

Public
 
Class
 
LazySingleton

    
Private
 
Shared
 
_instance
 
As
 
LazySingleton
 
=
 
Nothing

    
Private
 
Shared
 
_threadsafety
 
As
 
Object
 
=
 
New
 
Object
()

    
Private
 
Sub
 
New
()
 
:
 
End
 
Sub

    
Public
 
Shared
 
ReadOnly
 
Property
 
INSTANCE
 
As
 
LazySingleton

        
Get

            
SyncLock
 
_threadsafety

                
If
 
_instance
 
Is
 
Nothing
 
Then
 
_instance
 
=
 
New
 
LazySingleton
()

                
Return
 
_instance

            
End
 
SyncLock

        
End
 
Get

    
End
 
Property

End
 
Class

```

## Critiche
Alcuni autori hanno criticato il pattern singleton, osservando che, con opportune modifiche strutturali, una istanza singola può entrare più efficacemente a far parte dell'ambiente globale dell'applicazione.